# Marcel Reichwein
Marcel Reichwein (né le 21 février 1986 à Hadamar en Hesse) est un joueur de football allemand qui évolue au poste d'attaquant.

## Biographie
Marcel Reichwein dispute 64 matchs en deuxième division allemande, inscrivant neuf buts.

## Palmarès
Rot-Weiss Erfurt
- Championnat d'Allemagne D3 :
  - Meilleur buteur : 2011-12 (17 buts).